# USS LST-693
O USS LST-693 foi um navio de guerra norte-americano da classe LST que operou durante a Segunda Guerra Mundial.